# Lunan Water
Lunan Water ist ein Fluss in der schottischen Council Area Angus. Er ist nicht zu verwechseln mit dem Lunan Burn in der benachbarten Grafschaft Perth and Kinross.

## Beschreibung
Der Fluss fließt in östlicher Richtung aus dem Rescobie Loch ab und erreicht nach etwa 500 m das nahegelegene Balgavies Loch. Dieses verlässt er wiederum in östlicher Richtung. Das Lunan Water fließt bis zu seiner Mündung weiter in Richtung Osten und verläuft dabei durch dünnbesiedelte, ländliche Gebiete. Es passiert Friockheim und mündet schließlich nach insgesamt 21 km nahe dem Weiler Lunan, etwa 6,5 km südlich von Montrose, in die Lunan Bay. Der Höhenunterschied zwischen Quelle und Mündung beträgt 60 m. Sein Hauptzufluss ist der Vinnie. Im 19. Jahrhundert bevölkerten Forellen und wenige Lachse das Lunan Water.

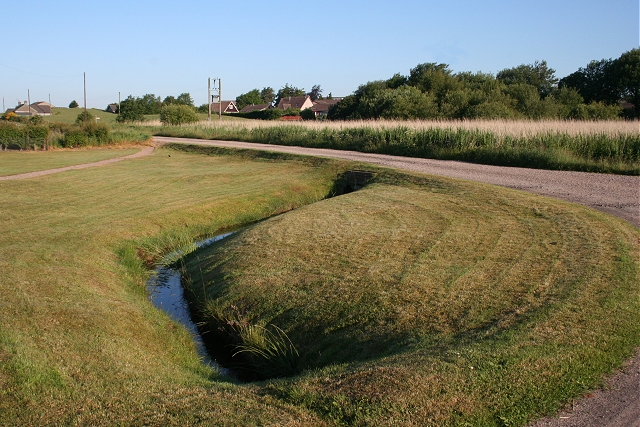
Oberlauf des Lunan Waters
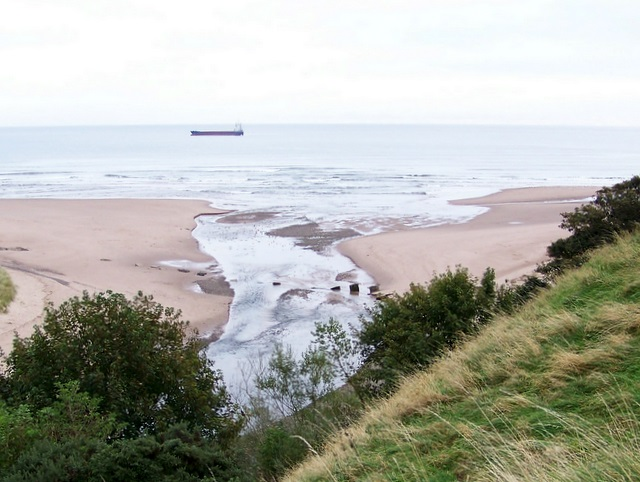
Mündung des Lunan Waters